# Jane Arctowska

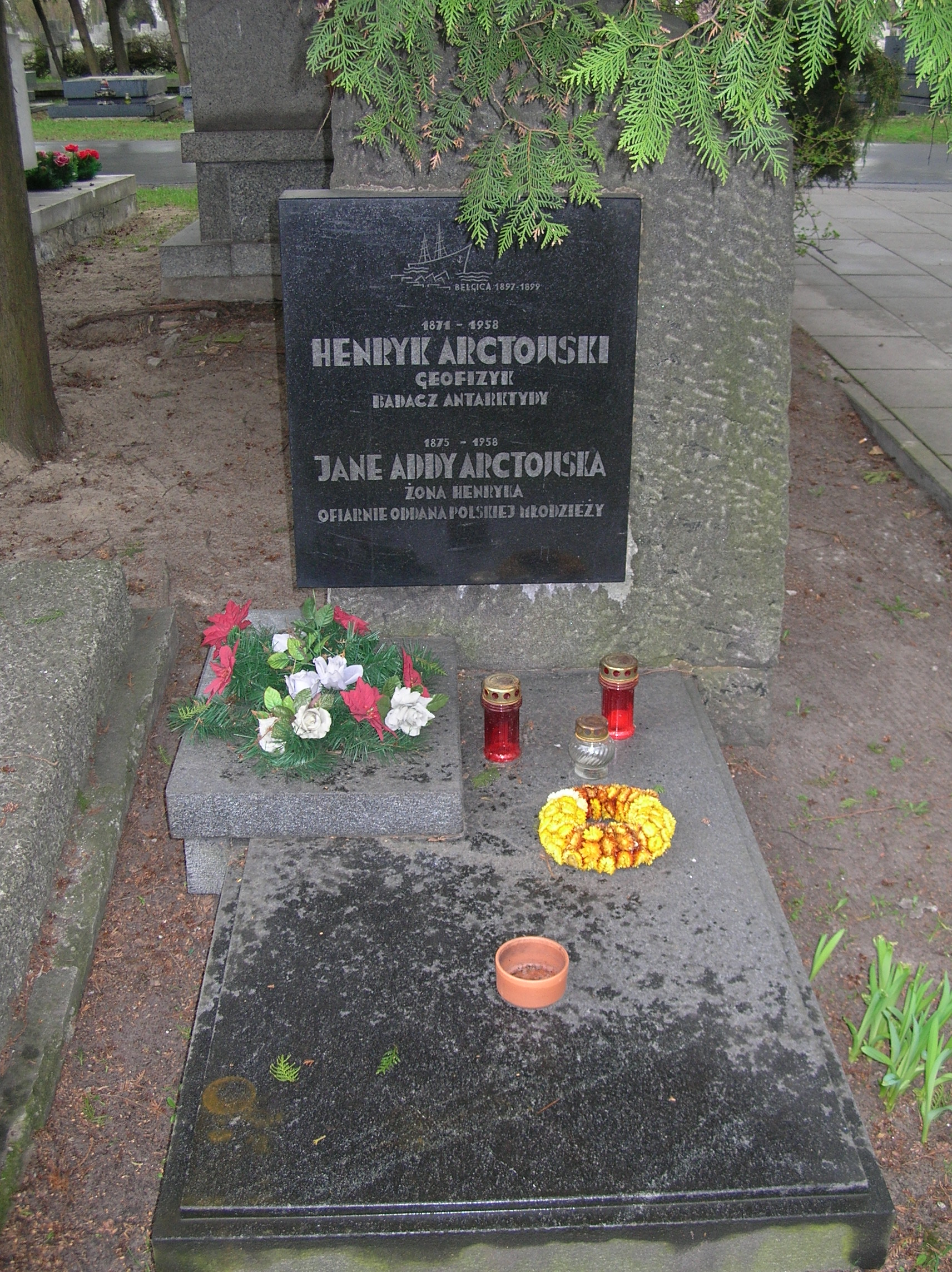
Grób Jane i Henryka Arctowskich

Jane Arctowska, właśc. Arian Jane Addy (ur. 1875, zm. 4 maja 1958 w Waszyngtonie) – amerykańska śpiewaczka operowa, działaczka społeczna, żona Henryka Arctowskiego.

## Życiorys
Urodziła się w 1875. Pochodziła z Nowego Jorku. Podczas rautu na zamku królewskim Królestwa Belgii poznała polskiego badacza Henryka Arctowskiego po jego powrocie z wyprawy wraz z Adrienem de Gerlachem z 1899. Około 1899 para wzięła ślub. Jane Arctowska koncertowała w Belgii, Niemczech, Francji, a także w Warszawie. Majątkiem ze swojego posagu wspierała badania naukowe męża. Później zrezygnowała z kariery śpiewaczej by towarzyszyć mężowi w pracy naukowo-badawczej. Po odzyskaniu przez Polskę niepodległości i objęciu przez Arctowskiego stanowiska profesora na Uniwersytecie Jana Kazimierza we Lwowie na początku lat 20., małżeństwo zamieszkało na czwartym piętrze nowego gmachu UJK. Jane zaangażowała się w działalność społeczną we Lwowie. Zorganizowała trzyletni kurs języka angielskiego. Ufundowała także stypendium, corocznie dla dwóch najlepszych uczniów. Prowadziła odczyty w Polskim Radiu w języku angielskim.
Wraz z mężem prowadziła także w swym domu ożywione życie towarzyskie. 3 maja 1927 została odznaczona Krzyżem Kawalerskim Orderu Odrodzenia Polski za pomoc niesioną Polakom podczas I wojny światowej.
Latem 1939 Henryk i Jane Arctowski wyjechali do Stanów Zjednoczonych w związku z udziałem profesora w konferencji naukowej. Od tej pory zamieszkiwali w tym kraju. Jane Arctowska zmarła 4 maja 1958 w Waszyngtonie, wkrótce po mężu (zm. 21 lutego 1958). Zgodnie z ich wolą oraz późniejszym staraniem Polskiej Akademii Nauk ich prochy zostały przewiezione do Polski i pochowane na Cmentarzu Wojskowym na Powązkach w Warszawie (kwatera B2-13-30).